# Uria (torrente)
Il torrente Uria è un corso d'acqua della provincia di Bergamo. 

## Descrizione
Nasce dal Monte Sega, nel comune di Foresto Sparso, e confluisce dopo 10 km da destra nell'Oglio a Castel Trebecco, località di Credaro. Scorre nella Valle di Foresto Sparso, attraversando i comuni di Foresto Sparso, Villongo, Credaro e Castelli Calepio.
Ha una portata media di 0,7 m³/s alla foce, ma non è costante per tutto l'anno, infatti nei mesi più caldi, specie in luglio-agosto e fino a metà settembre, si possono sfiorare minimi idrometrici di 0,2 m³/s. Questo accade perché il torrente nasce da una fonte non molto alta (nei pressi del Monte Sega ad un'altitudine di 650 metri) e per il fatto che le sue acque sono utilizzate specialmente a fini agricoli e per irrigazione. 
Non a caso, comunque, nei periodi autunnali e primaverili, in periodi piovosi, le massime sono abbastanza copiose, sfiorando in certi casi i 2,5 m³/s alla foce nell'Oglio, ma in caso di piena si sono raggiunti diverse volte i 30–32 m³/s alla foce. 

## Fauna
La fauna ittica è costituita prevalentemente da ciprinidi, quali piccoli cavedani e vaironi che specialmente risalgono nella foce dall'Oglio per riprodursi nei fondali bassi e ghiaiosi del torrente, in quanto i salmonidi non hanno trovato un habitat ideale per la loro riproduzione per la conformazione del fondale e per la qualità non proprio ottimale delle acque, causa inquinamento delle industrie presenti lungo il suo corso fra Villongo e Credaro. 
La presenza di cavedani è buona soprattutto nel tratto terminale vicino alla foce, mentre in valle è piuttosto scarsa, uguale per il vairone tranne per il fatto che la presenza sia scarsa alla foce, e sporadica in valle. 
Per quanto riguarda altre specie, è presente sporadicamente in tutto il corso lo scazzone, anche se minacciato dall'inquinamento e dalle captazioni idriche, mentre dalla foce risalgono un po' tutte le specie di minutaglia presenti nell'Oglio per riprodursi, come alborelle, appunto i vaironi, triotti, scardole e cavedani. 
La qualità dell'acqua è buona dalla sorgente al paese di Foresto, mentre da Foresto a Villongo passa a discreta-scadente, per poi passare a scadente-cattiva da Villongo-Credaro sino alla foce. La trota non è comunque presente nel primo tratto non tanto per la qualità dell'acqua, buona per la sua vita, ma per la scarsità di quest'ultima e l'assenza di buche-fondali adatti alla sua riproduzione e ciclicità di vita. 
Il torrente è scarso, per non dire quasi assente, di gestioni atte alla protezione del suo ambiente acquatico e faunistico-ittico, perciò non è per niente conosciuto e frequentato da pescatori-cacciatori o comunque ambientalisti che amano la natura. La provincia di Bergamo lo definisce come corso di natura C, ovvero popolato principalmente da ciprinidi, anche se al naturale, poiché sono assenti da parte della provincia atti di ripopolamenti-campionamenti ittici.